# 窄尾異齒鰋
窄尾異齒鰋，為輻鰭魚綱鯰形目鮡科的其中一種，為熱帶淡水魚類，分布於亞洲泰國北部Nan河流域，體長可達9公分，棲息在山區急流底層水域，生活習性不明。

## 扩展阅读
維基物種上的相關：窄尾異齒鰋